# Radio Slowakei International
Radio Slowakei International (Radio Slovakia International – RSI) ist der Auslandsdienst des öffentlich-rechtlichen Slowakischen Rundfunks. Das Programm wird am Hauptsitz des Senders in der Hauptstadt Bratislava produziert. Am 1. Januar 1993 unmittelbar nach der Auflösung der Tschechoslowakei gegründet, gehörte Radio Slowakei International zu den bekannten Auslandssendern im Kurzwellenrundfunk. Am 31. Dezember 2010 wurde die Ausstrahlung über Kurzwelle eingestellt, über Internet und Satellit wird weiter gesendet. Diese wurde wieder aufgenommen, jedoch von einer anderen Sendeanlage und mit geringer Leistung.

## Geschichte
Der Sender wurde unmittelbar nach Auflösung der Tschechoslowakei in zwei selbständige Staaten Tschechien und Slowakei am 1. Januar 1993 in der neuen slowakischen Hauptstadt Bratislava gegründet. Als Radio Slovakia International ging er bereits drei Tage später am 4. Januar 1993 mit vorerst stundenweisen Relaissendungen des Inlandsprogramms für im Ausland lebende Slowaken auf Sendung.
Während der frühere tschechoslowakische Auslandsdienst nach Trennung in zwei Staaten ganz regulär als nunmehr tschechischer Auslandsdienst unter dem alten – und neuen – Namen Radio Prag weiterarbeitete und zum Teil weiterhin Sendeanlagen in der Slowakei benutzte, dauerte es noch etwas, bis das slowakische Äquivalent mit seinem eigenen Auslandsprogramm den Betrieb auf Kurzwelle aufnahm.
Der eigentliche Sendebetrieb des slowakischen Auslandsdienstes mit für die fremdsprachigen Hörer auf der ganzen Welt bestimmten Programm begann indes drei Monate nach der Staatsgründung der Slowakei am 29. März 1993. Damals wurde außer auf Slowakisch noch auf Englisch, Deutsch, Französisch und auf Russisch gesendet. Im Jahre 2003 kamen Sendungen in Spanisch hinzu.
Zum 1. Juli 2006 wurde der Kurzwellen-Sendebetrieb aus Haushaltsgründen erstmals bis auf weiteres eingestellt, so dass RSI nur noch über Satellit und Internet zu empfangen war. Nach heftigen Protesten von Hörern aus der ganzen Welt sowie einigen politischen Verwicklungen bis zur Sicherung der Finanzierung des weiteren Sendebetriebs war RSI ab dem 29. Oktober 2006 wieder über Kurzwelle zu empfangen.
Relativ früh nach Sendestart wurde auch die Ausstrahlung der Programme über Satellit vorgesehen und etwa Mitte der 1990er Jahre eingeführt. Für die Kurzwelle war für 2011/2012 die Einführung des digitalen Sendeformats DRM geplant.
Im Jahre 2010 wurde jedoch letztlich überraschend aus Einsparungsgründen die Einstellung des Sendebetriebs auf Kurzwelle beschlossen. Ab dem 1. Januar 2011 werden die Sendungen von Radio Slowakei International nur noch über Satellit ausgestrahlt und über das Internet bereitgestellt.
Mittlerweile wird auch wieder auf Kurzwelle über die Sendeanlage Kall-Krekel auf der Frequenz 6005 kHz sowie auf 3985 kHz mit einer Leistung von jeweils 1 kW ein Programm in deutscher, englischer, französischer und spanischer Sprache gesendet. Ein russisches Programm wird auf 738 kHz in Moskau gesendet.

## Programm
RSI produziert derzeit jeweils halbstündige Sendungen, die vorwiegend aus Nachrichten und Features sowie Informationen und Interviews verschiedener Art bestehen, in denen über die Slowakei berichtet wird. Daneben gibt es eine Hörerpostsendung und einen Kulturteil. Es wird zudem auch regelmäßig Musik aus der Slowakei gespielt.
Unter den einzelnen Sprachdiensten liegt die deutsche Redaktion seit dem Sendebeginn in deutscher Sprache am 29. März 1993 mit etwas über 40 % der gesamten Hörerbriefe nach wie vor deutlich in Führung.
Am 31. Dezember 2010 hat Radio Slowakei International die Sendungen auf Kurzwelle eingestellt und ist damit nur noch im Internet, via Satellit und in der Slowakei via DVB-T zu empfangen. Sendungen des englischen und spanischen Dienstes werden für Nordamerika weiterhin via World Radio Miami International auf Kurzwelle gesendet.
Seit geraumer Zeit produziert Radio Slowakei International wieder Sendungen in Englisch, Deutsch, Französisch, Slowakisch und Spanisch. Diese werden über die Sender des Shortwaveservice und des WRMI ausgestrahlt.

## Sendesprachen
- Slowakisch
- Deutsch
- Englisch
- Französisch
- Spanisch

## Sendeanlagen
RSI verwendete bis zum 31. Dezember 2010 eine von anfangs zwei Sendeanlagen:
- Veľké Kostoľany – ältere Sendestation nordwestlich von Bratislava (seit 1998 außer Betrieb)
- Rimavská Sobota – neuere Sendestation und leistungsfähigste Kurzwellenstation der ehemaligen Tschechoslowakei
- Kall-Krekel – Sendeanlage des Shortwaveservice in Deutschland